# Stanisław Fried (sędzia)
Stanisław Fried, do 1923 Samuel Fried (ur. 19 maja 1888, zm. w maju 1942 w Sanoku) – doktor praw, sędzia, kapitan audytor Wojska Polskiego.

## Życiorys
Urodził się 19 maja 1888. Ukończył studia prawnicze i uzyskał stopień doktora praw. W czasie I wojny światowej walczył w szeregach cesarskiej i królewskiej Armii. Na stopień podporucznika został mianowany ze starszeństwem z 1 lutego 1917 roku w korpusie oficerów rezerwy piechoty. Jego oddziałem macierzystym był pułk piechoty Nr 50.
Po odzyskaniu przez Polskę niepodległości został przyjęty do Wojska Polskiego i został przydzielony do Korpusu Sądowego. 20 września 1920 roku został zatwierdzony z dniem 1 kwietnia 1920 roku w stopniu kapitana, w Korpusie Sądowym, w grupie oficerów byłej armii austro-węgierskiej. Pełnił wówczas służbę w Ekspozyturze Sądu Wojskowego Okręgu Generalnego Lwów w Przemyślu. W 1921 roku pełnił służbę w Sądzie Wojskowym Okręgu Generalnego Lwów. Został zweryfikowany w stopniu kapitana w korpusie oficerów sądowych ze starszeństwem z dniem 1 czerwca 1919. Z dniem 15 grudnia 1924 został przesunięty w Wojskowym Sądzie Okręgowym Nr X w Przemyślu ze stanowiska asystenta na stanowisko sędziego śledczego. W lutym 1926 został mianowany sędzią śledczym przy WSO X. W maju 1927 został przeniesiony do Wojskowego Sądu Rejonowego Równe na stanowisko kierownika sądu. Z dniem 31 maja 1929 został przeniesiony do rezerwy.
W kwietniu 1929 został mianowany sędzią Sądu Okręgowego w Przemyślu. Sędzią okręgowym w Przemyślu pozostawał na początku lat 30.. Sprawując to stanowisko pełnił funkcję skarbnika i bibliotekarza koła Zrzeszenia Sędziów i Prokuratorów RP w Przemyślu. Był członkiem zwyczajnym przemyskiego koła Związku Oficerów Rezerwy RP, jednak na początku 1930 wystąpił z koła z uwagi na zapis w statucie ZOR, w myśl którego członkiem zwyczajnym może zostać każdy oficer rezerwy, pospolitego ruszenia, w stanie spoczynku, chrześcijanin z pochodzenia, narodowości polskiej... (Fried nie spełniał wymogu chrześcijańskiego pochodzenia). Był wiceprezesem Sądu Okręgowego w Jaśle (1933). W 1934 był zweryfikowany z lokatą 2 na liście kapitanów rezerwy w korpusie oficerów sądowych ze starszeństwem z dniem 1 czerwca 1919 i pozostawał w ewidencji Komendy Powiatowej Uzupełnień Przemyśl. Od połowy lat 30. był przewodniczącym Wydziału Zamiejscowego w Sanoku Sądu Okręgowego w Jaśle w randze wiceprezesa Sądu Okręgowego. W tym czasie był członkiem koła Zrzeszenia Sędziów i Prokuratorów RP w Sanoku. 
25 lutego 1935 został wybrany II wiceprezesem sanockiego oddziału Polskiego Czerwonego Krzyża. 27 stycznia 1935 objął funkcję prezesa zarządu oddziału Ligi Morskiej i Kolonialnej w Sanoku. Dokonał konwersji na katolicyzm, był neofitą.

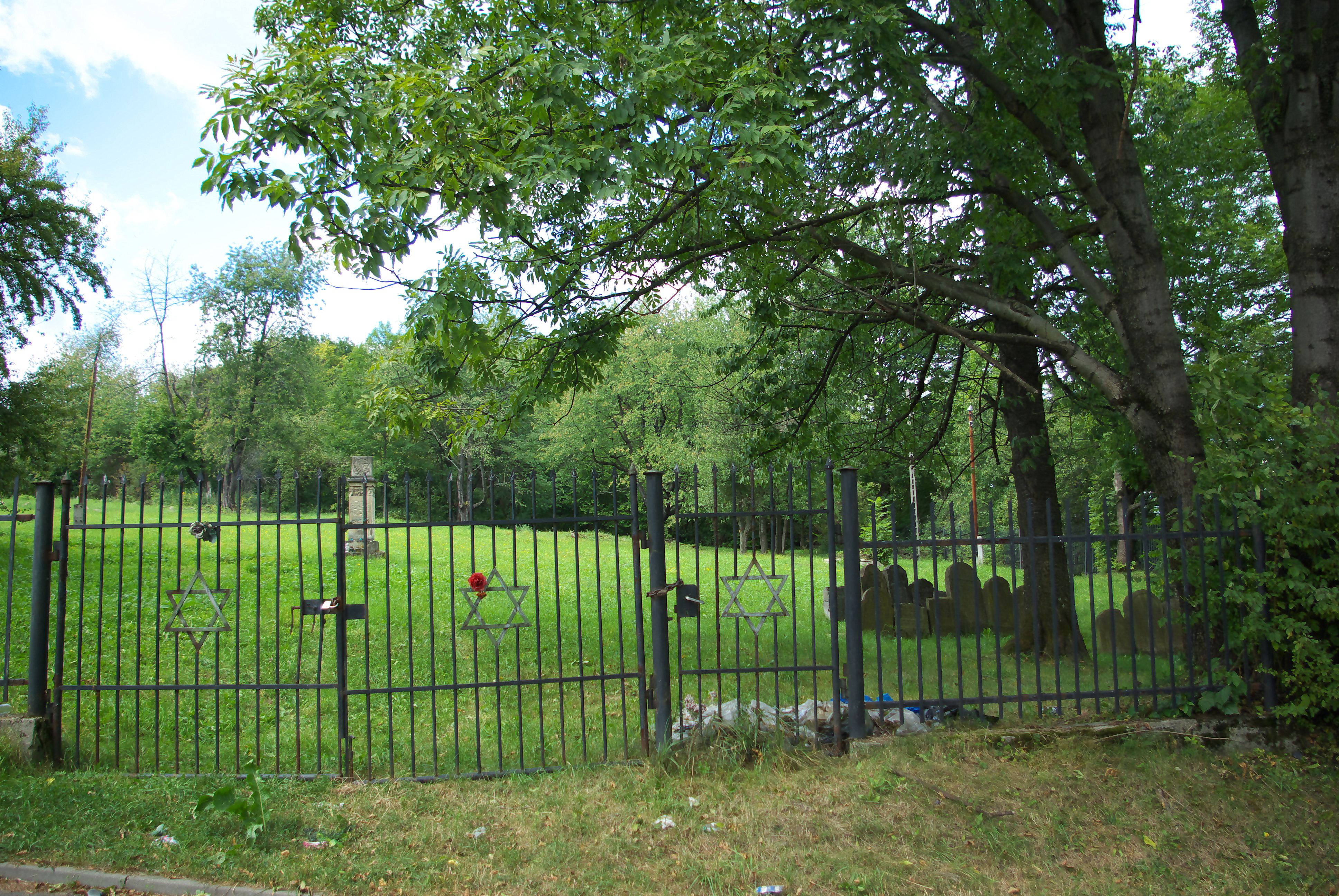
Cmentarz żydowski w Sanoku – miejsce egzekucji rodziny Friedów

Podczas II wojny światowej w trakcie okupacji niemieckiej został aresztowany przez Niemców i w maju 1942 rozstrzelany na terenie nowego cmentarza żydowskiego w Sanoku, gdzie śmierć ponieśli także jego żona, córka Anna Sylwia (ur. 8 lipca 1919) i syn Adam Kazimierz (ur. 4 marca 1921, absolwent oddziału humanistycznego w Państwowym Gimnazjum im. Królowej Zofii w Sanoku z 1939, student weterynarii). Według ewidencji więzienia w Sanoku w dniu 12 maja 1942 zostały tam osadzone zamieszkujące w podsanockiej Dąbrówce Polskiej Janina Fried (ur. 4 listopada 1889) i Anna Sylwia Fried (ur. 8 lipca 1919) i były tam przetrzymywane do następnego dnia.
Do powyższych zdarzeń odniósł się po latach poeta Janusz Szuber w publikacji pt. Mojość z 2005: w swoim wierszu opisał nauczyciela Waleriana Czykla, przerywającego organizowaną w Domu Julii w Sanoku lekcję tajnego nauczania, po tym, gdy zobaczył za oknem sędziego Stanisława Frieda z synem Adamem, prowadzonych bez obuwia ulicą obok przez Niemców. W osobnym eseju Szuber dokładniej zrelacjonował znaną jemu historię Friedów; według niego Stanisław i Adam Friedowie zostali aresztowani przez gestapo, następnie byli poddawani torturom w siedzibie tegoż, po czym boso poprowadzeni ulicami Sanoka na miejscowy kirkut i tam rozstrzelani; natomiast kilka dni później – tuż po wyjściu z kościoła Franciszkanów w Sanoku ze mszy świętej – aresztowane zostały również żona i córka S. Frieda, a potem analogicznie poprowadzone przez Sanok i zamordowane na tamtejszym kirkucie. Ponadto Janusz Szuber zawarł odniesienie do rodziny Friedów w wierszu pt. Jeszcze, wydanym w tomikach poezji pt. Czerteż z 2006 oraz Pianie kogutów z 2008 (opisując pozowanie do fotografii napisał: I cała rodzina sędziego Frieda / W lokach, pod krawatem, jakby już / Nie czekał na nich pospiesznie / Wykopany na kirkucie dół). Według wspomnień Abrahama Wernera małżeństwo Friedów wraz z dwojgiem dzieci przechrzcili się w Sanoku jako jedyni Żydzi w mieście, zostali aresztowani przez Niemców za brak przywdzianej opaski z Gwiazdą Dawida, po czym rozstrzelani w pierwszej egzekucji w Sanoku, wykonanej w ramach realizowanych postanowień niemieckich nazistów po konferencji w Wannsee.
Denuncjacji Stanisława i Adama Friedów jako osób pochodzenia żydowskiego dokonał nacjonalista ukraiński dr Anatol Melnyk (ur. 1892 w Brzegach, nauczyciel w I Państwowym Gimnazjum im. Adama Mickiewicza w Samborze, następnie od 30 lipca 1934 profesor w Państwowym Gimnazjum im. Królowej Zofii w Sanoku, wykładający język niemiecki i język ruski, będący opiekunem klasy gimnazjalnej Adama Frieda do matury w 1939, podczas wojny konfident Sicherheitsdienst), czym doprowadził do ich aresztowania. W maju 1948 pełnomocnik Ministerstwa Sprawiedliwości prowadził w Sanoku śledztwo dotyczące działań Melnyka, a sprawa budziła wówczas spore zainteresowanie. Proces Melnyka toczył się na początku 1949 przed Sądem Okręgowym w Nowym Sączu, w marcu 1949 oskarżony został skazany na karę śmierci, utratę praw i konfiskatę mienia.
Syn Stanisława Frieda, Adam, w 1962 został upamiętniony wśród innych osób wymienionych na tablicy Mauzoleum Ofiar II Wojny Światowej na Cmentarzu Centralnym w Sanoku.

## Odznaczenia
- Brązowy Medal Zasługi Wojskowej z mieczami na wstążce Krzyża Zasługi Wojskowej[62]
- Brązowy Medal Waleczności[62]
- Krzyż Wojskowy Karola[62]